# Domshof-Passage

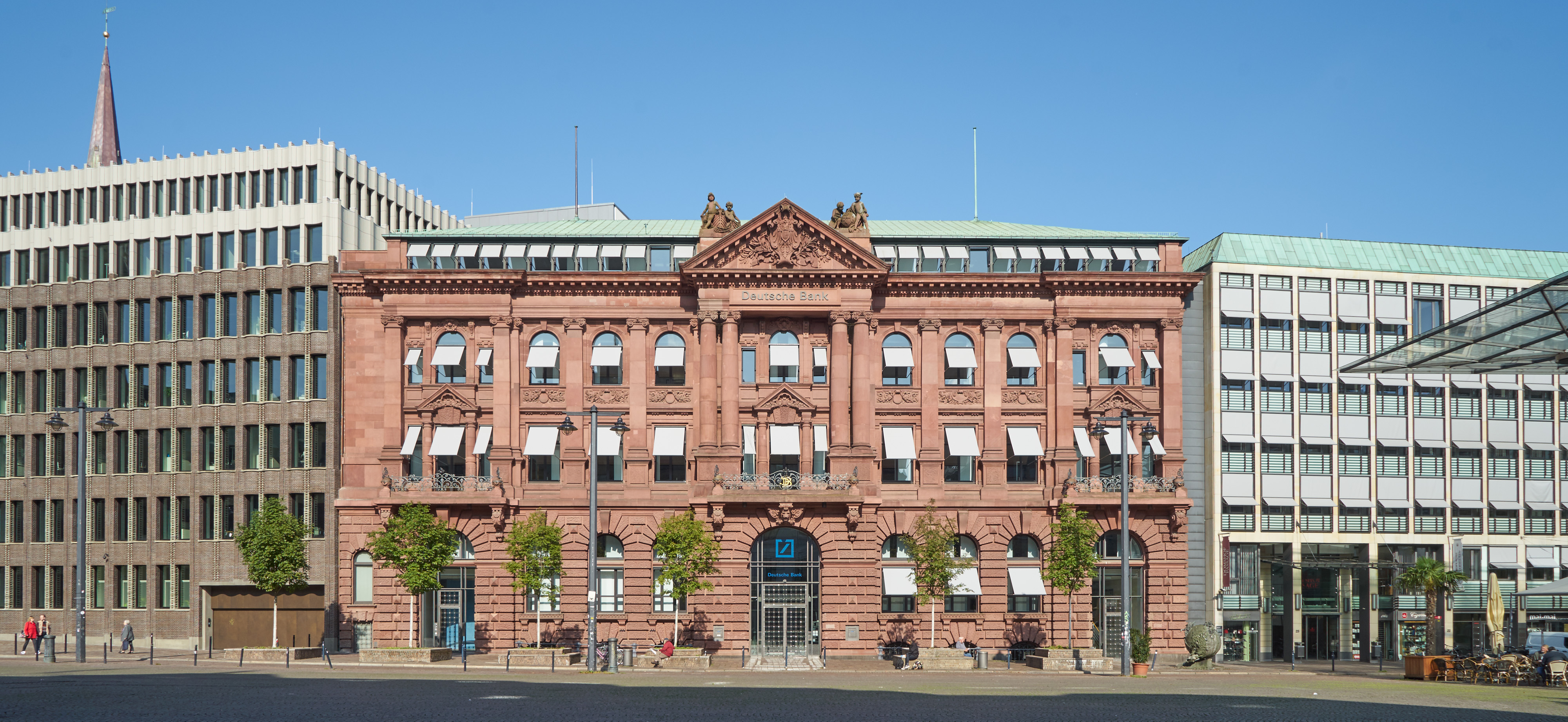
Deutsche Bank, rechts kantoorgebouw met toegang tot de passage

De Domshof-Passage in Bremen-Mitte is een winkelgalerij uit de 20e eeuw en is onderdeel van het voetgangersgebied in het oude centrum. De passage voert in westelijke richting van de Domshof naar de Katharinenstraße. Van daaruit leidt de Katharinen-Passage naar de Sögestraße .

## Geschiedenis

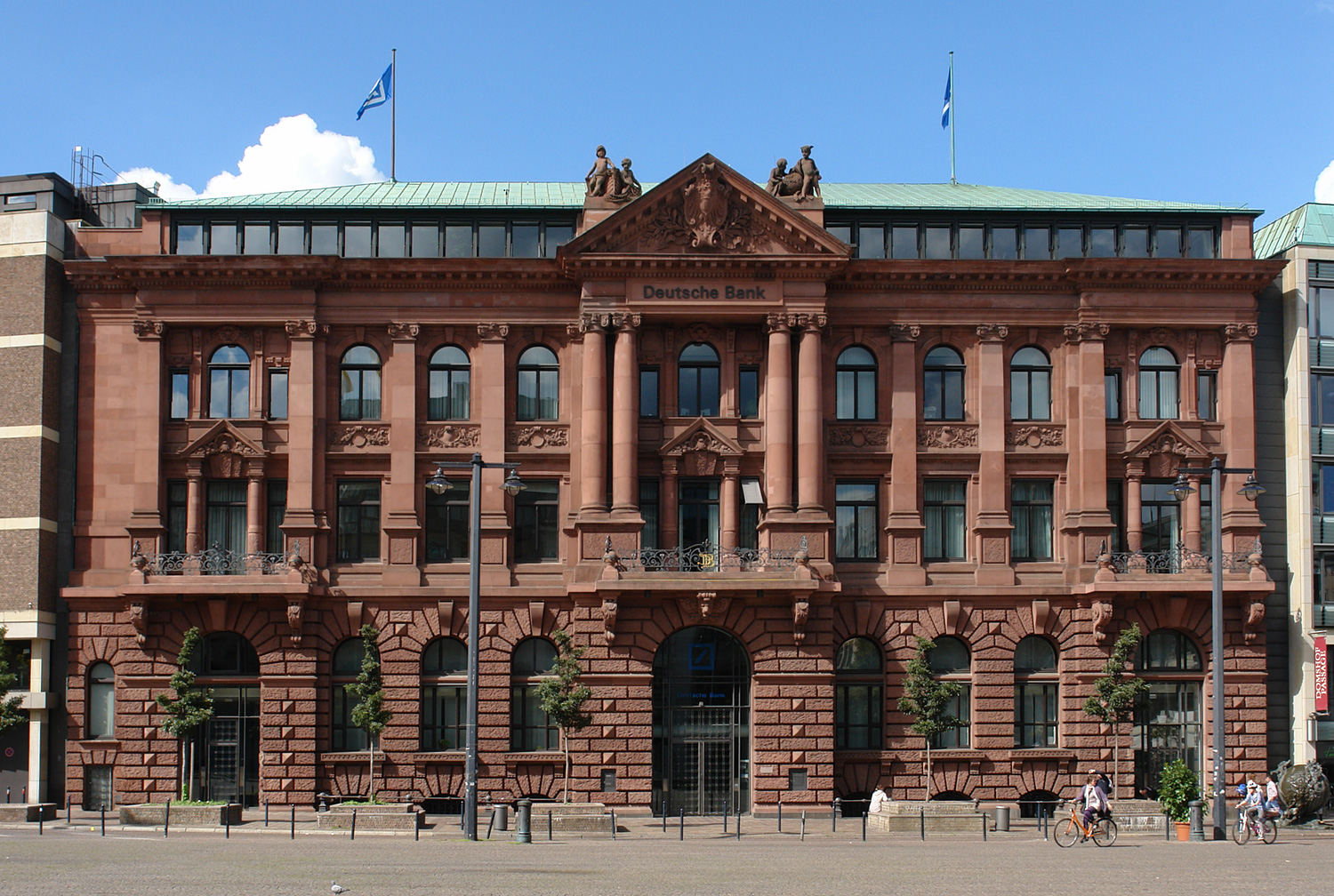
Deutsche Bank

De passage is vernoemd naar het historische Domshof van de Dom van Bremen .
De passage bevindt zich tussen twee gebouwen van Deutsche Bank. Het bankgebouw uit 1891, ontworpen door Wilhelm Martens (Berlijn), bevindt zich aan de zuidzijde. In 1965 breidde de Deutsche Bank uit richten de noordzijde met een kantoorgebouw op het hoekperceel aan Domshof 21a, waar ooit een door Heinrich Müller ontworpen museum stond.
In 1998 werd de twee verdiepingen tellende arcade met 15 winkels en toegang tot de Deutsche Bank en kantoren en een galerij op de bovenverdieping gebouwd naar een ontwerp van  van Haslob, Hartlich en partners. De werd overdekt met een glazen tongewelf. 
Voor de passage staat sinds 1999 het Domshof-Forum, ontworpen door Joachim Schürmann met een hoog glazen dak met een restaurant. In 1996 werd bij de ingang van het Domshof de wereldbolfontein Our Planet, ontworpen door beeldhouwer Bernd Altenstein, opgericht. Motieven uit de geschiedenis van de mensheid zijn in reliëf weergegeven.